# Château du Pin Macé
Le château du Pin-Macé est un château situé sur la commune de Saint-Georges-de-Pointindoux, dans le canton de La Mothe-Achard en Vendée.

## Historique
Le château doit son nom à la famille Massé, propriétaire au XVe siècle. Savary Massé, chevalier, est seigneur du Pin Massé. Il passe ensuite pour partie à son fils Jean Massé et à son petit-fils Jean Goyon de La Grolle.
Guyon de Coesme (Coësmes), petit-fils de Jean Massé, en hérite en 1466. Il passe à son fils Jacques de Coesme, puis à son petit-fils François de Coesme, époux de Marie Goulard.
Au XVIe siècle, le logis est la propriété de Jean de Montauzier, chevalier de l'ordre du roi, époux de Madeleine des Chasteigners. Il est partagé en 1593 entre ses cinq filles : Suzanne (épouse de Jean de Châteaubriant), Renée (épouse de Charles de Sallo, seigneur des Coustaux), Léonor (épouse du chevalier René Bodet de La Fenestre), Madeleine (épouse du chevalier Pierre de Malherbe, seigneur de Poillé, gentilhomme ordinaire du roi de Navarre et capitaine d'une compagnie d'ordonnance) et Françoise (épouse de Jacques de Galliot, seigneur de La Saullaye, gentilhomme ordinaire de la maison du roi).
En 1613, le chevalier René de Brachechien, également seigneur de La Jaule, est seigneur du Pin-Massé. Sa petite-fille, Marie de Brachechien, épouse Julien Aymon, seigneur de La Petitière et des Forges. Leur fils, Louis Aymon, baron de Belleville, en hérite.
Samuel-Jacques Mercier, époux de Marie-Ursule de Courcelles, l'acquiert vers 1740. Leur fils Pierre-Gilles Mercier du Pin, lieutenant au bataillon de Poitiers, qui en hérité, est tué par les troupes républicaines en 1794. Le Pin-Macé est vendu vers 1800 à l'avocat René-François Dorion, sieur de La Touche, maire de la commune de La Mothe-Achard, et à son épouse Marie-Anne Porchier de La Thibaudière.
Les descendants des Dorion revendent le Pin-Macé à la fin du XIXe siècle à Adrien Sanson de Bricville, petit-fils de la marquise de Combray et propriétaire du château de la Burcerie (Nieul-le-Dolent), et son épouse Élisabeth Marc (nièce d'Amédée Marc et tante du colonel Olivier Marc). Leur fils Maurice Sanson de Bricville (marié à Mlle Servanteau de La Brunière), qui fut longtemps maire de la commune de Saint-Georges-de-Pointindoux, en hérite, avant de le transmettre à sa cousine germaine Marguerite Marc, épouse du colonel Paul Dumas-Vence (fils de l'amiral), dont les filles (Mme Naudeau, Mme Maricourt, Mme Louzier de Chevessailles, Mme Bellenger et Mme de Bast) en héritent par la suite.
En 2021, le famille Tesson, descendante de la famille Dorion, acquiert le domaine.

## Sources
- Guy de Raigniac, « De châteaux en logis, itinéraires des familles de la Vendée » (éditions de Bonnefonds, 1993)